# Ericinio

Mapa con algunas de las principales ciudades de la antigua Tesalia y zonas adyacentes. Ericinio estaba situada, al norte del río Peneo, al oeste de Milas.

Ericinio (en griego, Ἐρεικίνιον; en latín, Ericinium) es el nombre de una antigua ciudad griega de Tesalia. 
La existencia de la ciudad esta atestiguada por testimonios epigráficos al menos desde el siglo IV a. C.
En la Guerra romano-siria, en el año 191 a. C., estando ocupada por los atamanes fue tomada por el ejército conjunto comandado por el romano Marco Bebio Tánfilo y por Filipo V de Macedonia.
Se localiza cerca de la población actual de Megalo Eleftherochori (Μεγάλο Ελευθεροχώρι).